# Chūnichi shinbun
Chūnichi shinbun (中日新聞), ou Chūnichi shimbun, est un quotidien japonais à grand tirage, centré autour de la préfecture d'Aichi au Japon. Il détient l'équipe de baseball, Chunichi Dragons.
Dans la région du Kantō, le Tokyo shinbun est publié en tant que journal associé (Chūnichi est sa maison mère), avec sensiblement les mêmes articles, adaptés au lectorat de la région de Tokyo.
La position politique est à gauche, jugée "progressiste".